# 23. dynastie
23. dynastie (někdy též nazývaná jako libyjská dynastie) se egyptology řadí  do historického období Třetí přechodné doby. Vládla přibližně v letech 818–715 př. n. l. Její centrum bylo lokalizováno do Leontopolis „Teremu“. Bylo to rovněž centrum kultu bohyně Sachmet.

## Historický vývoj

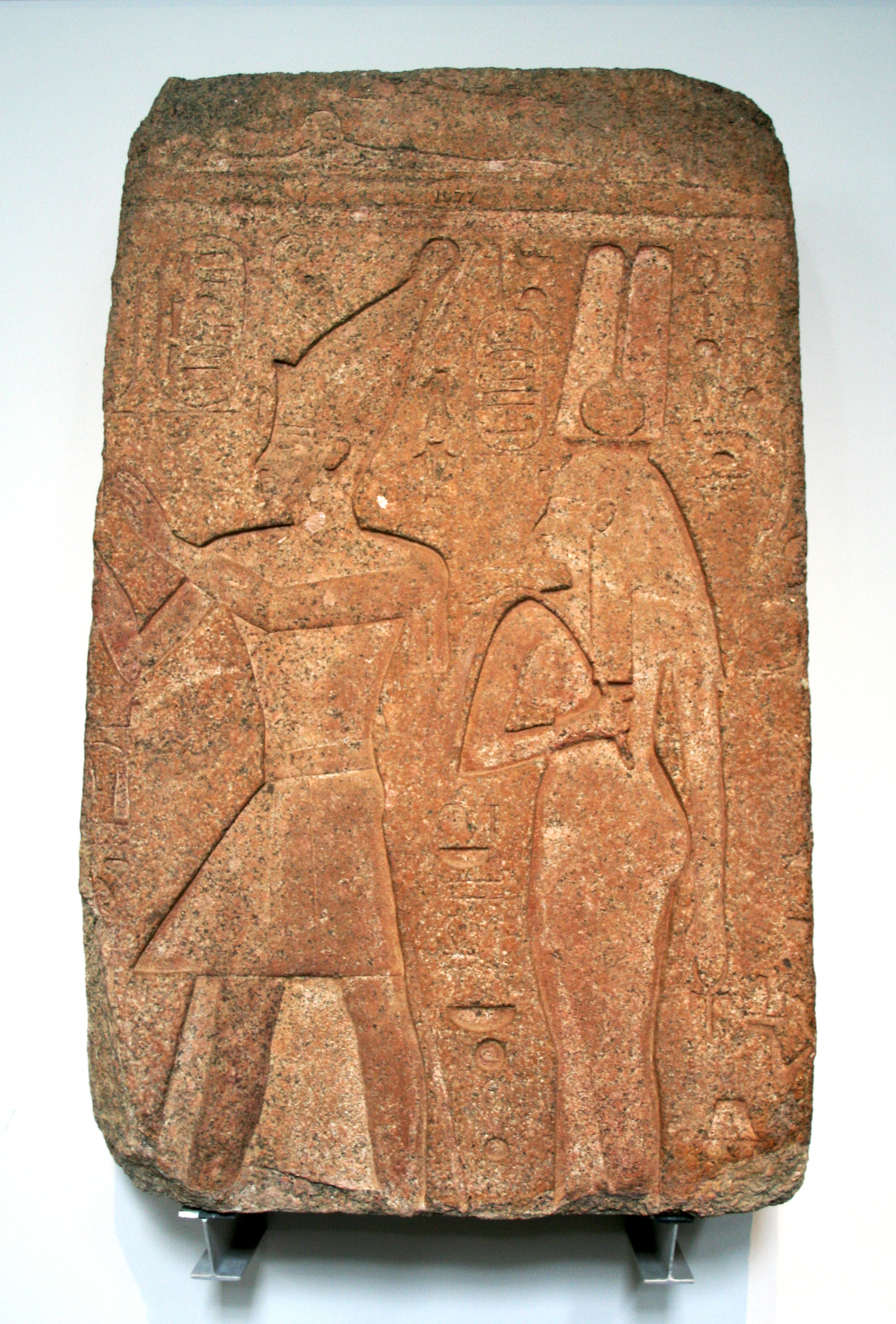
Osorkon II. a jeho žena Karomama

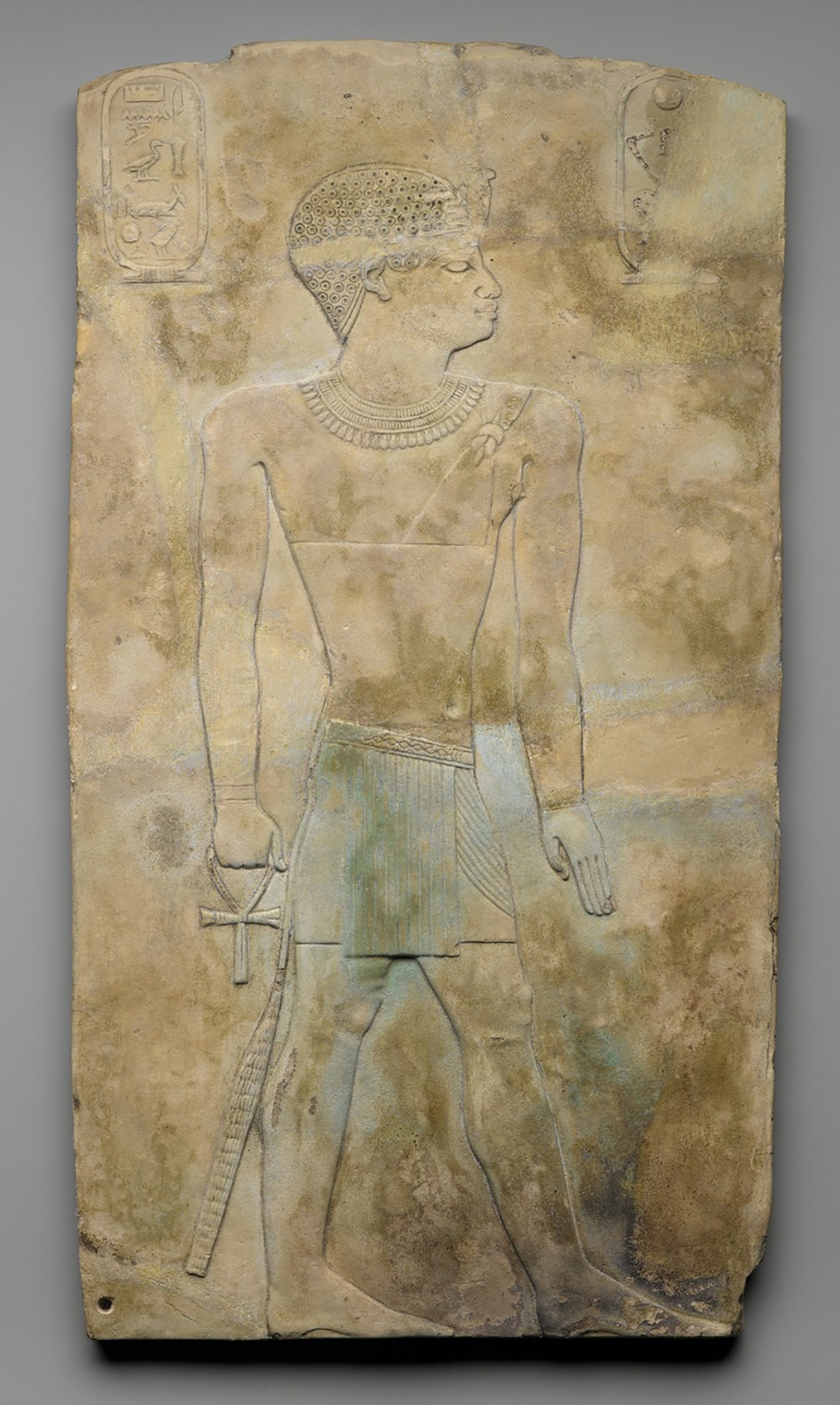
Iuput II.

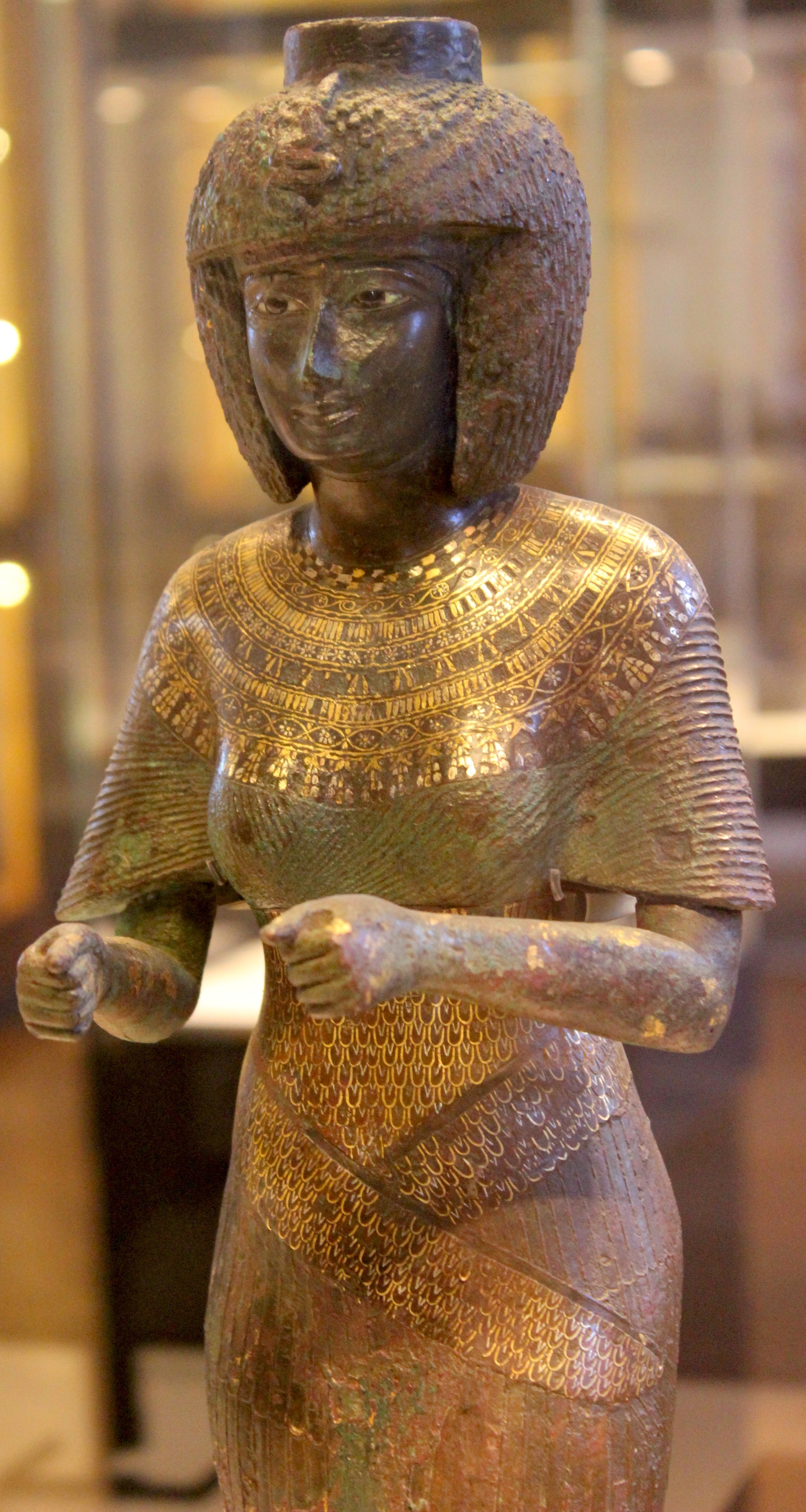
Bronzová soška královny Karomamy

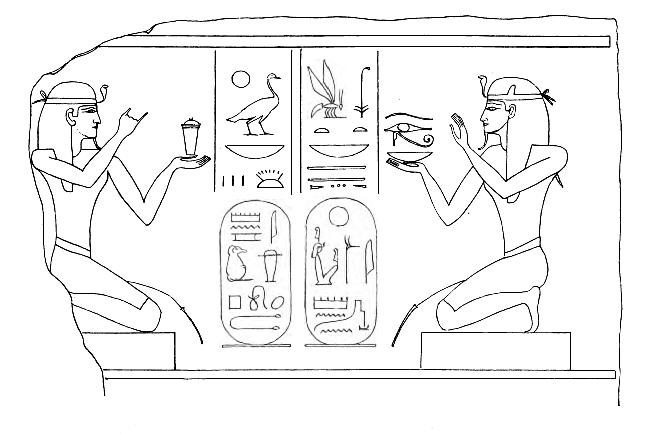
Klečící Iuput II. s kartuší

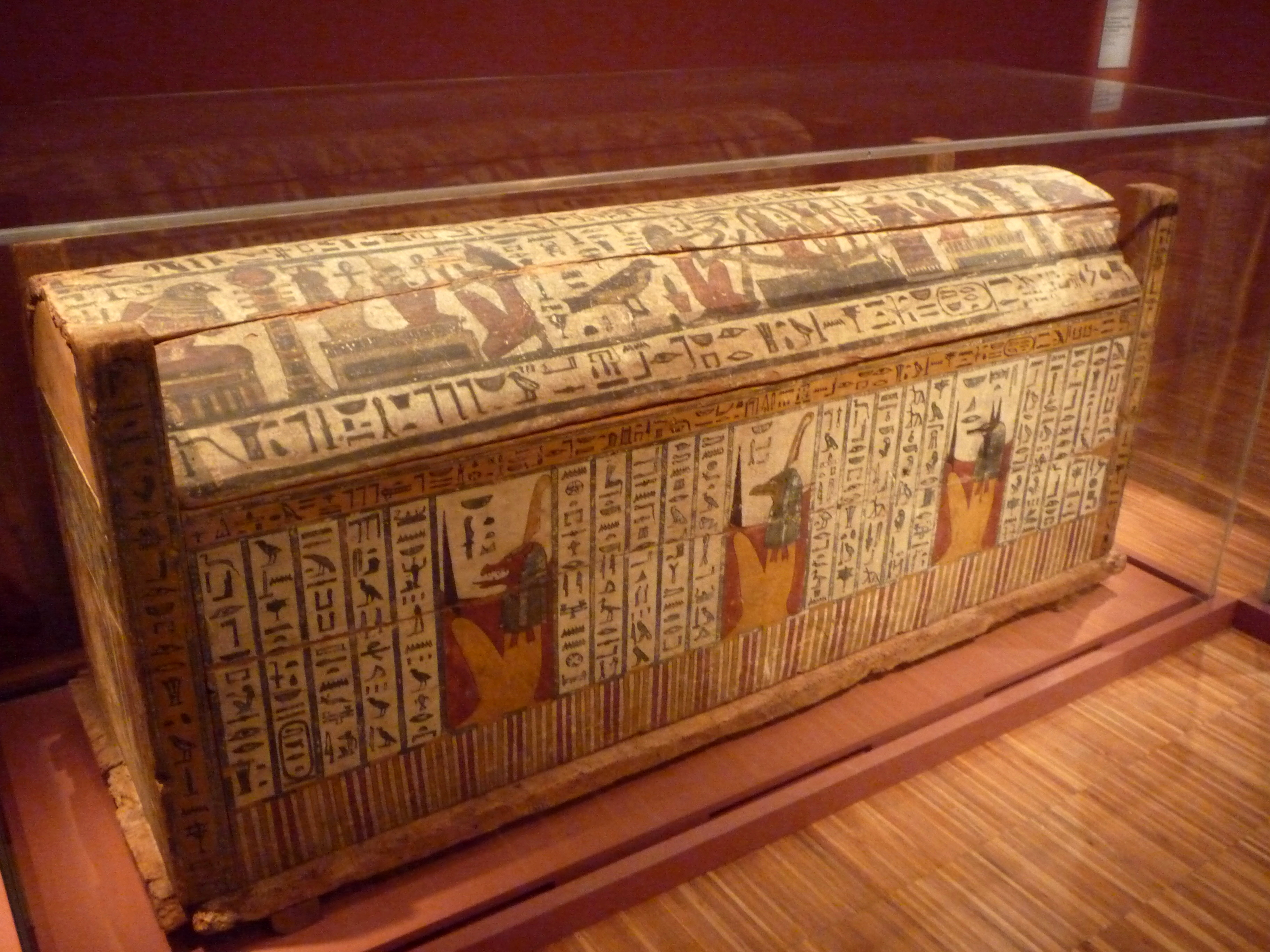
Rakev princezny Irbastetoudjanéfu, dcery Takeltona III.

Ovládané území Asýrii za vlády krále Aššurbanipala

O této dynastii panuje řada nejasností. Králové vládli v různých sídelních městech,  a to v  Herakleopolis Magna, Hermopolis v Thébách a Tanis. Období Jejich vlády bylo souběžné s druhou polovinou 22. dynastie, 24. a 25. dynastií. Panovníci spravovali oblast Horního Egypta společně se středním Egyptem a oázami v Západní poušti, zejména Fajúm. Správní struktury se vzájemně prolínaly, neměly pevné hranice. Egypt v bývalých ovládaných územím na severu, především v Levanět, ztratil jakýkoliv vliv, celkově ekonomicky a vojenesky oslabil. 
Na východě v Mezopotámii se v období ~900 př. n. l. mocensky upevnila  Asýrie, která  postupně ovládla Sýrii, Palestinu, pohltila aramejské státy na severu Mezopotámie. Chronologicky to v Egyptě odpovídá vládě 22. dynastie.  Assýrie dosáhla vrcholu moci za vlády  krále Aššurnasirpala II. a následoval bezprostřední střet s Egyptem za vády jeho syna  Salmanesara III. . 23. dynastie a její zakladatel Petubaststis I. byl inaugurován s jistou asistencí vládců Assýrie.  Rozvoj Egyptu byl ochromen.

## Králové v Leontopolis
| i | mn · n · N36 | G40 | X8 | W1 | t · t |

| i | mn · n · N36 | G40 | X8 | W1 | t · t |

| N5 | F12 | C10 | i | mn · n | U21 · n |

| N5 | F12 | C10 | i | mn · n | U21 · n |

| M17 | Y5 · N35 · U7 | E9 | Q3 · Z7 | ti | i |

| M17 | Y5 · N35 · U7 | E9 | Q3 · Z7 | ti | i |

| N5 | F12 | C10 | i | mn · n | stp · n |

| N5 | F12 | C10 | i | mn · n | stp · n |

| M17 | Y5 · N35 | N36 | M8 · M8 | q |

| M17 | Y5 · N35 | N36 | M8 · M8 | q |

| N5 | F12 | H6 | i | mn · n | N36 |

| N5 | F12 | H6 | i | mn · n | N36 |

| M17 | Y5 · N35 | U6 | H8 · Z1 | Q1 | V4 | Aa18 | M17 | D21 · V31 · n |

| M17 | Y5 · N35 | U6 | H8 · Z1 | Q1 | V4 | Aa18 | M17 | D21 · V31 · n |

| N5 | F12 | C10 | M17 | mn · n | U21 · n |

| N5 | F12 | C10 | M17 | mn · n | U21 · n |

| M17 | Y5 · N35 · U7 | Q1 | H8 | V13 · V31 · D21 | U33 |

| M17 | Y5 · N35 · U7 | Q1 | H8 | V13 · V31 · D21 | U33 |

| N5 | F12 | C10 | i | mn · n | U21 · n |

| N5 | F12 | C10 | i | mn · n | U21 · n |

| M17 | Y5 · N35 | T12 | M17 | Y5 · N35 | U6 |

| M17 | Y5 · N35 | T12 | M17 | Y5 · N35 | U6 |

| N5 | F12 | U1 | Aa11 · D36 · X1 | i | mn · n | U21 · n |

| N5 | F12 | U1 | Aa11 · D36 · X1 | i | mn · n | U21 · n |

| M17 | Y5 · N35 · N36 | W1 | G38 | E9 | G43 | Q3 · X1 |

| M17 | Y5 · N35 · N36 | W1 | G38 | E9 | G43 | Q3 · X1 |

| N5 | F12 | U4 | D36 · X1 |

| N5 | F12 | U4 | D36 · X1 |

Kromě uvedené posloupnosti králů v Leontopolis jsou také zaznamenání další v centrech jako jsou:
- Herakleopolis Magna – tři králové  Dyedpetahiefanj (845–? př. n. l.), Hemptah I. (?),  Peftyauembastet (~747–720 př. n. l.)
- Hermopolis– dva králové  Nimlot III. (~747–725 př. n. l.) syn Osorkona III., Dyehutiemhat, (~725–715 př. n. l.)
- Asiut v Horním Egyptu – jeden král (vládce) Padimenti (~747–715 př. n. l.).

Chronologicky se období jejich lokálních vlád překrývala. Jsou zaznamenány jejich vzájemné vojenské střety.